# IC 3471
IC 3471 је спирална галаксија у сазвјежђу Береникина коса која се налази на листи објеката дубоког неба у Индекс каталогу.
Деклинација објекта је + 16° 1' 6" а ректасцензија 12h 32m 22,7s. Привидна величина (магнитуда) објекта IC 3471 износи 14,7 а фотографска магнитуда 15,5. IC 3471 је још познат и под ознакама MCG 3-32-63, CGCG 99-80, VCC 1427, PGC 41567.